# Impressions d'Afrique
Pour l’article homonyme, voir Impressions d'Afrique (Dalí).
Impressions d'Afrique est un roman de Raymond Roussel, publié d'abord en feuilleton en 1909 puis en volume en 1910 .

## Historique de la publication
L'origine du roman est un court texte de Raymond Roussel intitulé Parmi les Noirs. Impression d'Afrique est d'abord publié, à compte d'auteur, en feuilleton dans l'hebdomadaire Le Gaulois du dimanche du numéro 82 des 10-11 juillet 1909 au numéro 101 des 20-21 novembre 1909. Cette publication est accélérée à partir de fin octobre, probablement parce que les lecteurs se désintéressent de ce texte. Le roman est ensuite publié en un volume, toujours à compte d'auteur, aux éditions Lemerre. Cette édition diffère de la version publiée en feuilleton par de nombreuses corrections qui concernent la ponctuation, des suppressions de répétitions et des enrichissements du texte.

## Résumé
Le paquebot Lyncée fait naufrage près des côtes africaines. Les naufragés, dont le narrateur, sont capturés par l'armée de l'empereur Talou VII. En attendant leur libération, ils préparent une série de numéros pour un spectacle intitulé « Le gala des incomparables ». Le lendemain de celui-ci, ils sont libérés.
Dans le texte, le récit du gala précède la présentation des personnages, le naufrage, la capture et les explications des numéros qui dans un premier temps apparaissent comme extraordinaires. D'ailleurs, Raymond Roussel indiquait qu'il fallait lire le roman à partir de la page 147, soit la seconde partie avant la première.

## Analyse
L'œuvre est construite selon des contraintes que Raymond Roussel s'est imposées.

## Réception

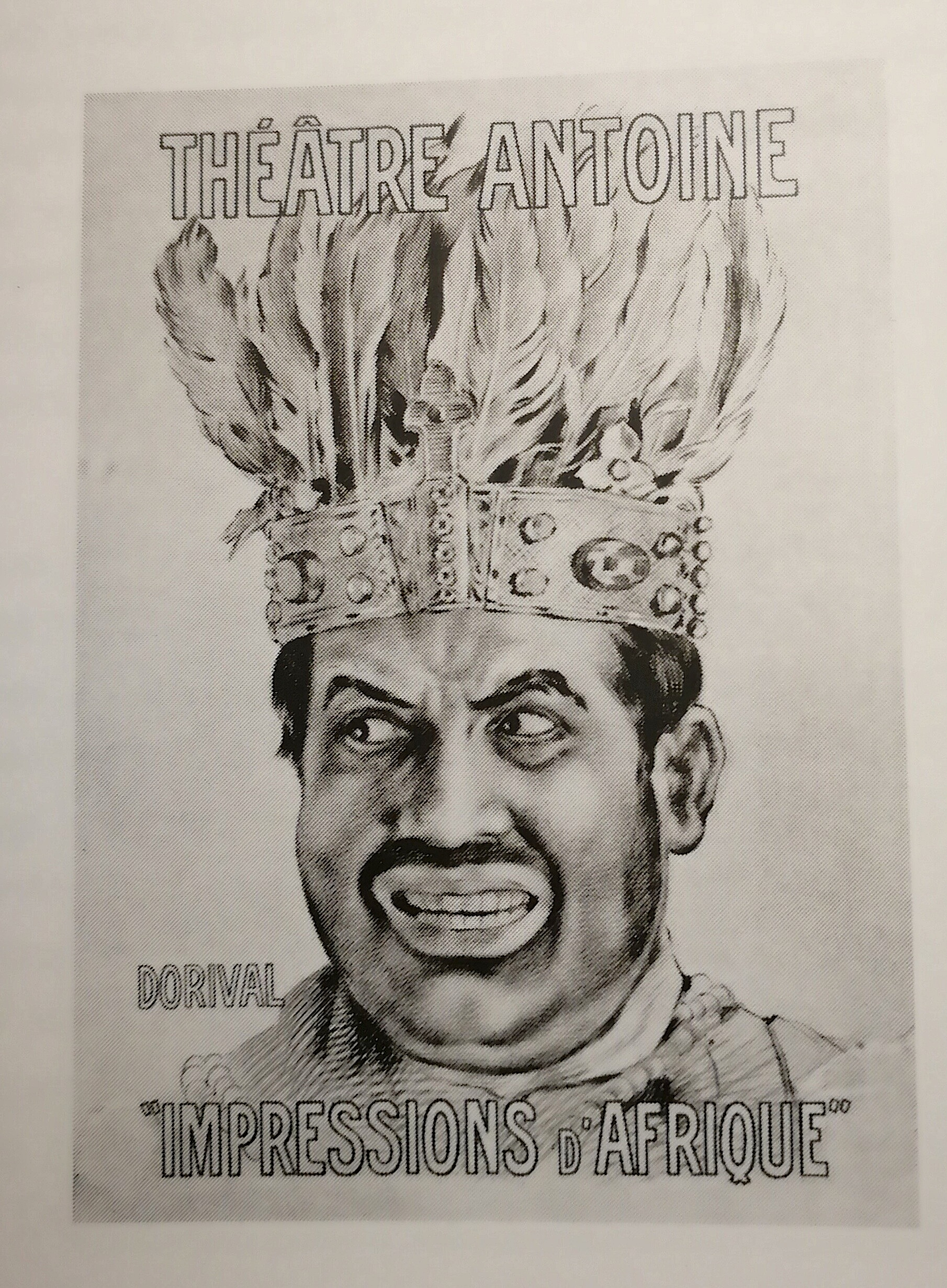
Georges Dorival en Talou VII au théâtre Antoine (1912).

L'œuvre ne trouva pas son public tout de suite. Une première adaptation pour la scène est créée en 1911 au théâtre Femina. Puis, au printemps 1912, est présenté en trois soirées au Théâtre Antoine cette fois l'adaptation par Roussel lui-même de son livre, à laquelle assisteront Guillaume Apollinaire, Francis Picabia, Gabrielle Buffet et Marcel Duchamp. Marcel Duchamp reconnaîtra d’ailleurs l’influence importante de cette adaptation théâtrale dans la composition de son Grand Verre,.
Son importance fut reconnue par les surréalistes, puis, bien plus tard, par Alain Robbe-Grillet et l'Oubapo.

## Postérité
Jean-Christophe Averty effectue une adaptation théâtrale du livre de Roussel.

### Éditions modernes
- Raymond Roussel, Impressions d'Afrique, Paris, Jean-Jacques Pauvert, 1979, 316 p. (ISBN 978-2-7202-0186-8)
- Raymond Roussel, Impressions d'Afrique, Paris, Le Livre de poche, coll. « Biblio », 1991, 349 p. (ISBN 978-2-253-03042-3)
- Raymond Roussel, Impressions d'Afrique, Paris, Garnier-Flammarion, 2005, 377 p. (ISBN 978-2-08-127299-6, lire en ligne), introduction et notes de Tiphaine Samoyault

### Traductions
- (en) Raymond Roussel, Impressions of Africa, Londres, Dalkey Archive Press, 2011, 280 p. (ISBN 978-1-56478-624-1), traduit par Mark Polizzotti,
- (en) Raymond Roussel, Impressions of Africa, Richmond, Alma Classics, 2012, 224 p. (ISBN 978-1-84749-270-8), traduit par Rayner Heppenstall et Lindy Foord
- (ca) Impressions d'Africa (trad. Annie Bats i Ramon Lladó), Barcelone, Edicions 62, coll. « MOLU (Les millors obres de la literatura universal) », 1991, 254 p..

### Critique et analyse
- André Breton, Anthologie de l'humour noir, Paris, Jean-Jacques Pauvert, 1939, réed.1979, 416 p. (ISBN 978-2-7202-0184-4), p. 117-125
- Jean Ferry, Une étude sur Raymond Roussel, Paris, Arcanes, 1953, 216 p.
- Jean Ferry, L'Afrique des Impressions : petit guide pratique à l'usage du voyageur, Paris, Collège de 'Pataphysique, 13 Absolu XCV de l'E.P., 20 septembre 1967, 202 p.
- Michel Foucault, Raymond Roussel, Paris, Gallimard, coll. « Le Chemin », 1963, 210 p.
- Philippe G. Kerbellec, Comment lire Raymond Roussel : Cryptanalyse, Paris, Jean-Jacques Pauvert, 1988, 264 p. (ISBN 978-2-87697-035-9)
- Pierre Bazantay et Patrick Besnier, Raymond Roussel, perversion classique ou invention moderne : Actes du colloque de Cérisy, 1991, Paris, Presses Universitaires de Rennes, 1993, 282 p. (ISBN 2-86847-081-5)
- Annie Le Brun, Vingt mille lieux sous les mots, Raymond Roussel, Paris, Jean-Jacques Pauvert, 1994, 358 p. (ISBN 978-2-7202-1355-7)
- François Caradec, Raymond Roussel, Paris, Fayard, 1997, 456 p. (ISBN 978-2-213-59815-4)